# ケビン・アグデロ
ケビン・アグデロ（Kevin Andrés Agudelo，1998年11月14日 - ）は、コロンビア・プトゥマヨ県プエルト・カイセド出身のサッカー選手。アル・ワフダ・アブダビ所属。ポジションはミッドフィールダー。

## 経歴
2019年8月2日、母国コロンビアのアトレティコ・ウイラからセリエAのジェノアCFCに移籍した。
2020年1月31日にACFフィオレンティーナに貸し出された。アグデロが一定の活躍を見せた場合、 フィオレンティーナは貸与料を継続的に支払うことが義務付けられた。同年9月16日にはスペツィア・カルチョへ期限付き移籍し、2022年に完全移籍した。